# Heinrich Eberhard Gottlob Paulus
Heinrich Eberhard Gottlob Paulus (Leonberg, Alemania, 1 de septiembre de 1761 - Heidelberg, Alemania, 10 de agosto de 1852) fue un teólogo alemán.
Contribuyó al movimiento de la Antigua búsqueda del Jesús histórico iniciado por Hermann Samuel Reimarus. En su Comentario a los tres primeros evangelios (1828) presenta a un Jesús de Nazaret desde el racionalismo alemán clásico.
Según su teoría, Jesús era un sanador. Los milagros que tenían que ver con la naturaleza, o bien eran ilusiones ópticas o tenían algún tipo de explicación racional. La supuesta resurrección se explica según Paulus porque Jesús entra en un estado de catalepsia al recibir la lanzada de Longinos en la cruz.
- El contenido de este artículo incorpora material de una entrada de la Enciclopedia Libre Universal, publicada en español bajo la licencia Creative Commons Compartir-Igual 3.0.

- Datos: Q68710
- Multimedia: Heinrich Eberhard Gottlob Paulus / Q68710